# Litografia

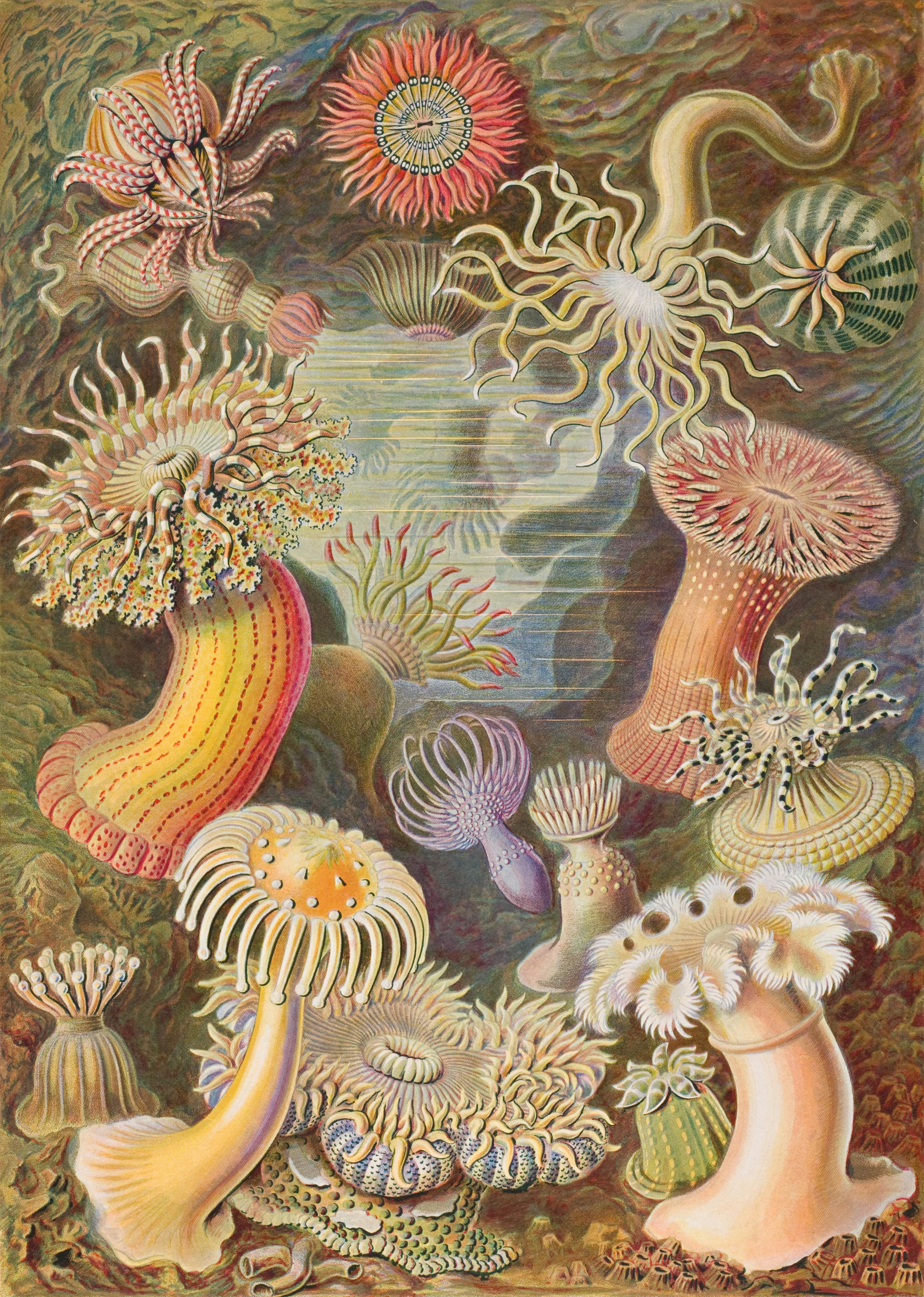
Litografia de Kunstformen der Natur (obra de Ernst Haeckel)

Litografia ou litogravura (do grego λιθογραφία, de λιθος-lithos, pedra e γραφειν-graféin grafia, escrita) é um tipo de gravura que envolve a criação de marcas (ou desenhos) sobre uma matriz (pedra calcária) com um lápis gorduroso. A base dessa técnica é o princípio da repulsão entre água e óleo. Ao contrário das outras técnicas da gravura, a Litografia é planográfica, ou seja, o desenho é feito através do acúmulo de gordura sobre a superfície da matriz, e não através de fendas e sulcos na matriz, como na xilogravura e na gravura em metal. Seu primeiro nome foi "poliautografia", significando a produção de múltiplas cópias de manuscritos e desenhos originais.

## História
Essa técnica foi inventada por Alois Senefelder — um jovem ator e escritor de teatro alemão — por volta de 1796, quando buscava um meio de impressão para seus textos e partituras e se deparava com o desinteresse dos editores. Acabou inventando um processo químico novo, mais econômico e menos demorado que todos os outros meios conhecidos na época. A acção de desenhar/escrever sobre pedra já era conhecida, o crédito de Senefelder é ter equacionado os princípios básicos da impressão a partir da mesma. Apoiou-se em textos encontrados em Nuremberg, sobre as experiências de Simon Schmidt, sacerdote e professor bávaro, sendo este o primeiro a pensar a pedra como matriz reprodutora.
A Litografia foi usada extensivamente nos primórdios da imprensa moderna no século XIX para impressão de toda sorte de documentos, rótulos, cartazes, mapas, jornais, dentre outros, além de possibilitar uma nova técnica expressiva para os artistas. Pode ser impressa em plástico, madeira, tecido e papel.
Sabe-se que o primeiro pintor que se utilizou com sucesso da técnica de litografia foi Goya, em sua série Touradas, de 1825.
Este expediente artístico atingiu seu apogeu nas últimas décadas do século XIX, quando diversos autores franceses como Gustave Doré, Renoir, Cézanne, Toulouse-Lautrec, Bonnard, dentre outros, promoveram uma renovação da litografia a cores.

## Técnica

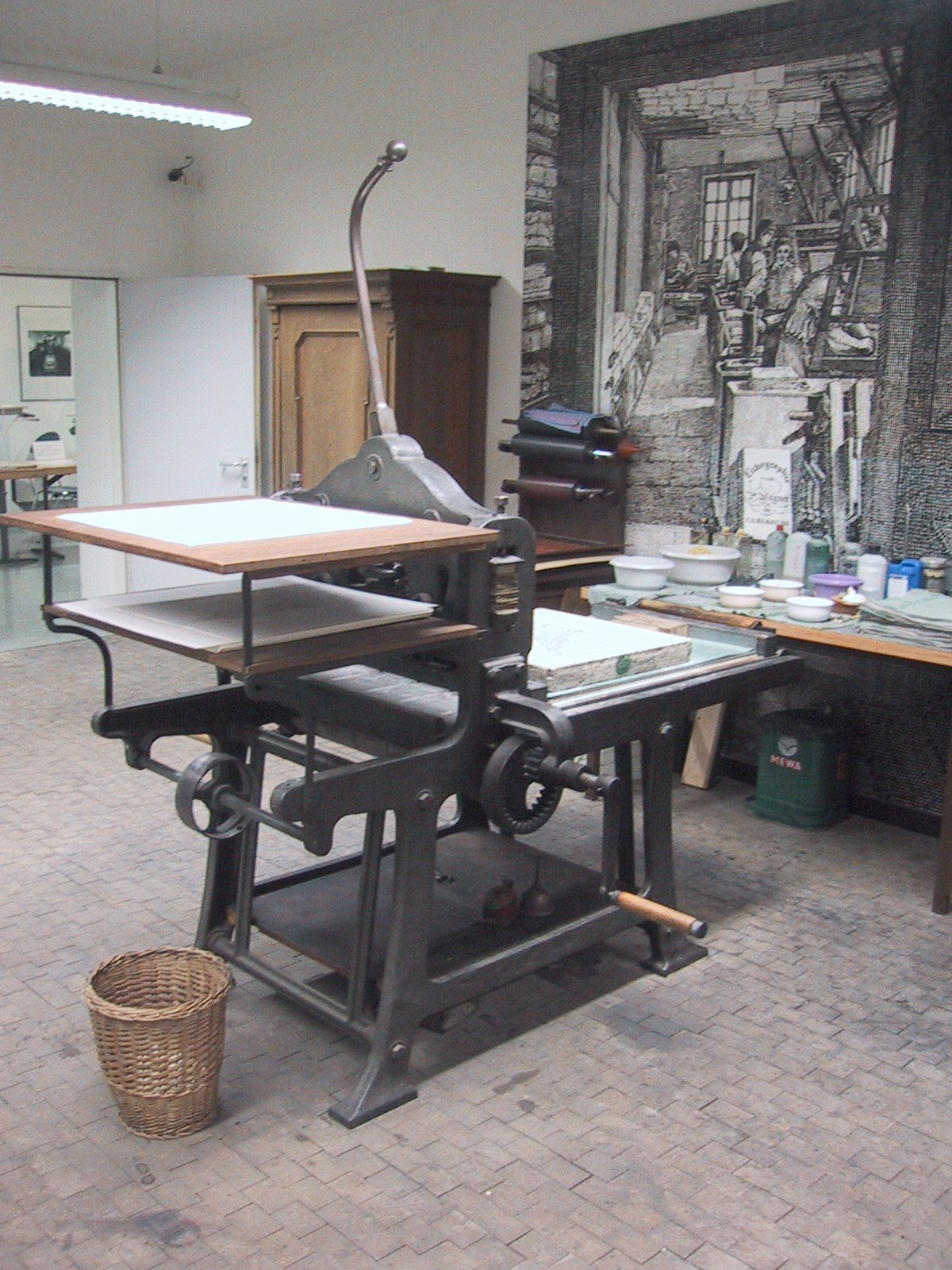
Uma prensa usada na litografia

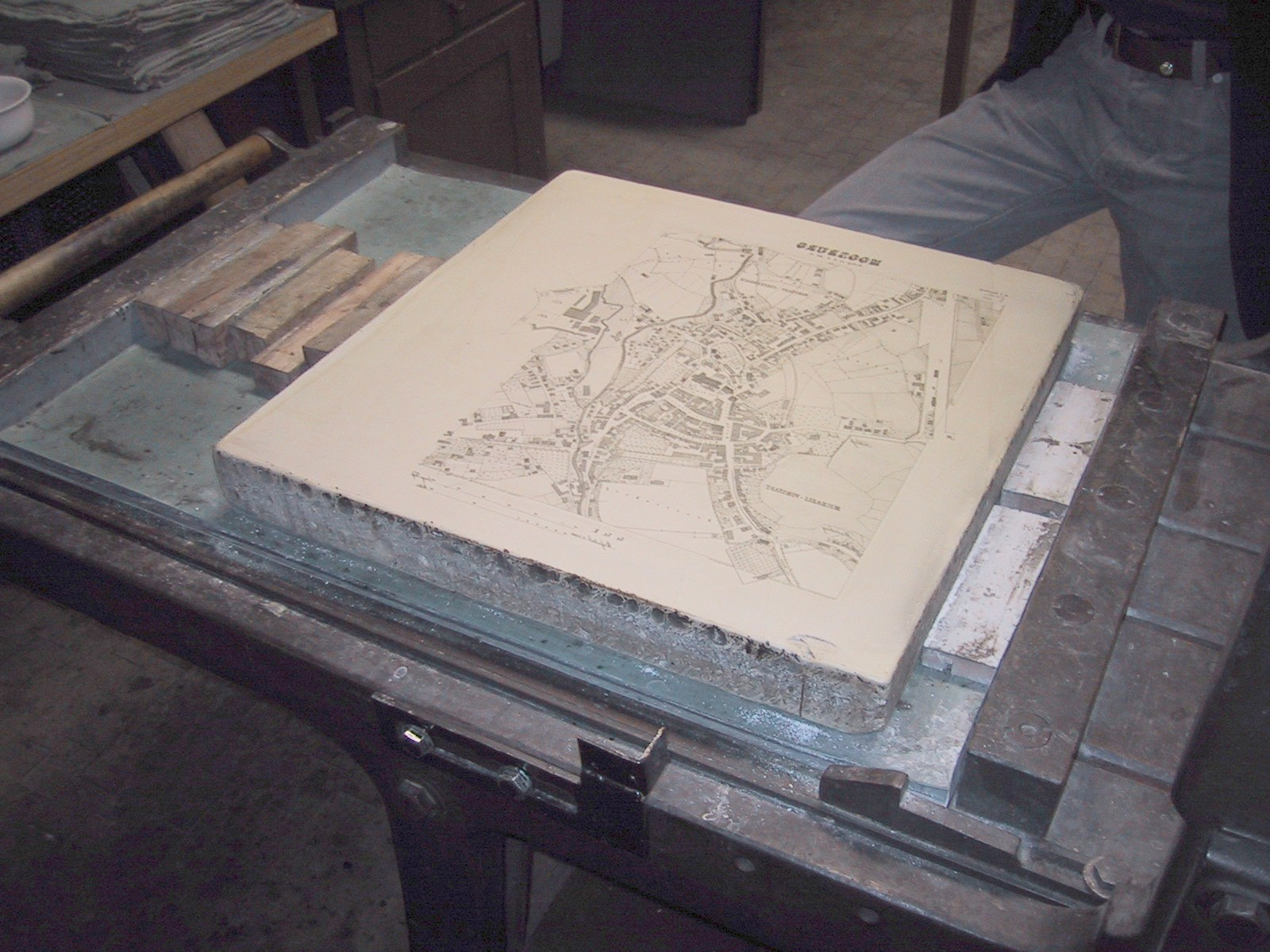
Uma pedra litográfica na prensa

A técnica da litografia pode ser dividida em quatro etapas básicas:

### Limpeza
Antes de mais nada, é necessário apagar a imagem anterior desenhada na pedra, para que não haja interferências no seu desenho original e para isso, espalham-se grãos (pó de esmeril grão 80, 150 e 220 ou areia fina bem peneirada) sobre a pedra, joga-se um pouco de água para umedecer e coloca-se outra pedra calcária mantida para esse fim ou quebrada para lixá-la. Deve-se lixar a pedra sempre em um movimento de oito (infinito), cuidando para que nenhum pedaço da pedra de baixo fique intacto, para evitar desnivelamentos. Quando o desenho demora a sair, despeja-se uma solução de ácido acético a 10% para quebrar a gordura remanescente, deixando agir por 2 a 5 minutos antes de lavá-la. Não se pode esquecer de limar as arestas irregulares da pedra num ângulo de aproximadamente 45º, para que a pedra não lasque e nem marque o papel. Depois que a pedra está seca, é bom evitar o contato da superfície com as mãos ou qualquer substância rica em gordura, para que não haja manchas indesejadas que prejudiquem na impressão.

### Desenho
A segunda etapa é desenhar sobre a pedra com materiais ricos em gordura já citados anteriormente, mas antes é necessário traçar uma margem de tamanho variado, com goma arábica. Uma vez a goma espalhada na pedra, a área atingida não receberá gordura, salvo se removida com uma lâmina ou com a ponta seca ou ressensibilizada com solução de ácido acético diluído a 5%. Aqui, a criatividade do artista atua, além dos métodos tradicionais de desenho sobre pedra, podem-se usar lâminas e pontas - secas para adicionar textura, marcas com papel carbono, aguada, entre outros.

### Entintagem

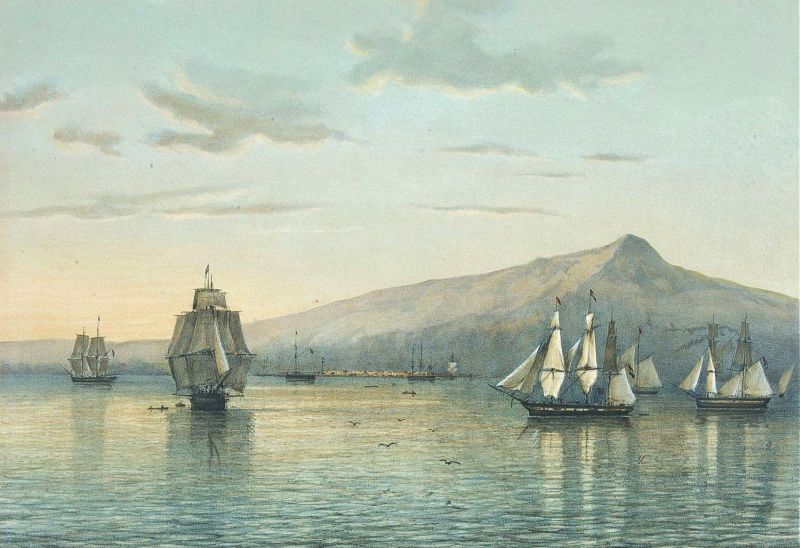
Uma litografia de Abraham Salm (1801-1876)

Depois de o desenho estar pronto e seco, caso tenha sido utilizada uma tinta aquosa, partimos para a acidulação e entintagem ou viragem, processos que fixam a gordura na superfície da pedra, evitando que esta se espalhe pelas áreas brancas, descaracterizando o desenho. Pulveriza-se o breu sobre a imagem, espalhando-o com um chumaço de estopa, depois a pedra recebe um banho de uma solução de goma arábica, acido tânico, nítrico e fosfórico, que fixa a gordura apenas na superfície. A matriz então fica dividida em duas áreas: a branca que retém água e repele gordura e a desenhada que agrega gordura e repele água. Limpa-se a superfície com removedor (aguarrás ou querosene) para eliminar o pigmento usado no desenho preservando apenas a gordura, em seguida, a superfície da pedra é umedecida com água. Nessa etapa, não podemos deixar a superfície da pedra secar.
A entintagem é feita com um rolo de couro ou de borracha. A tinta litográfica é oleosa e, ao passarmos, ela adere somente nas partes engorduradas, muito embora devamos limpar as margens e a superfície da pedra com uma esponja úmida para evitar qualquer acúmulo de tinta que possa aparecer na hora da impressão.

### Impressão
A última etapa é a impressão. As primeiras tentativas são consideradas testes. A espessura da pedra deve ser de pelo menos 5 centímetros, para evitar rachaduras. O papel (ou outro material) é colocado sobre a pedra, de maneira alinhada. Usa-se uma prensa manual própria para a litografia, a pedra é colocada sobre a superfície plana da prensa que desliza sob a pressão de uma trave chamada ratora. Gira-se a manivela com cuidado para que a ratora não ultrapasse o limite da pedra, causando um acidente, devido a forte pressão. O desenho será impresso de maneira espelhada no papel, assim como nas outras modalidades da gravura. A litografia permite tirar muitas cópias da mesma matriz.

Depois de tiradas as cópias desejadas, a pedra está pronta para ser limpa e reutilizada.

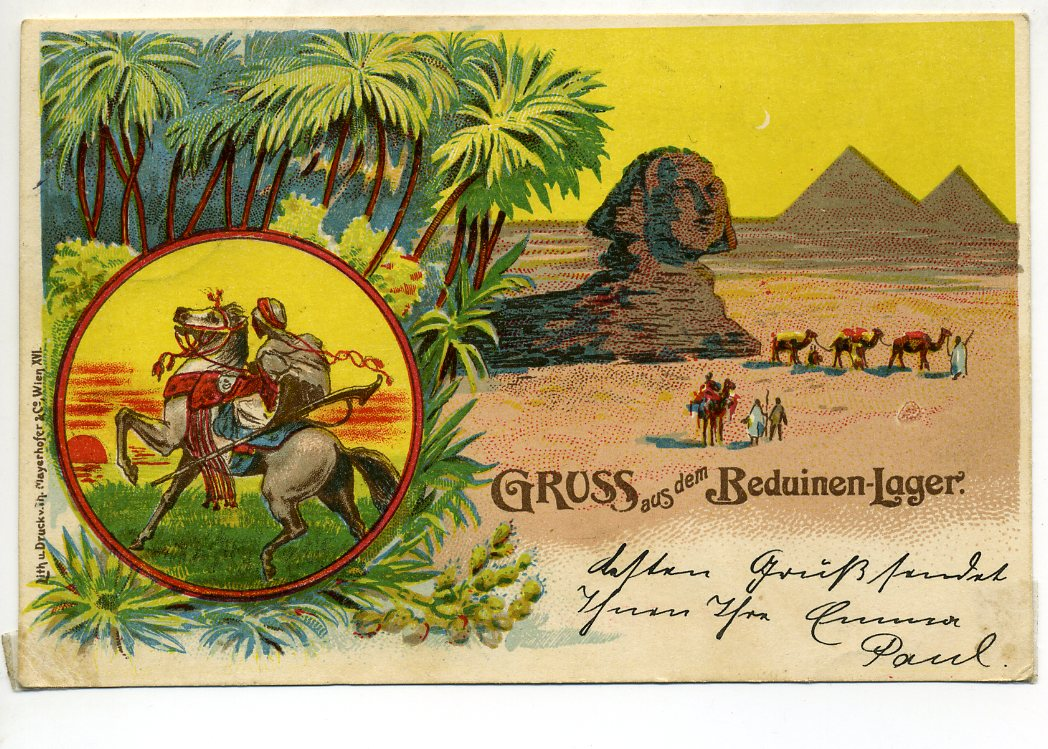
Cartão-postal de 1905 produzido por cromolitografia

### Cromolitografia
A cromolitografia é um método da litografia através da qual os desenhos são impressos em cores. O termo deriva do grego chroma (cor), lithos (pedra) e graphein (desenho).
A técnica foi desenvolvida principalmente pelo litógrafo alemão-francês Godefroy Engelmann, de Mulhouse (1788–1839), que patenteou o procedimento em 1837.
Obras como Kunstformen der Natur (de Ernst Haeckel) e Plantas Medicinais de Köhler (de Franz Eugen Köhler e outros) apresentam ilustrações cromolitográficas.

## Litografia no Brasil

### A primeira Oficina de Litografia de Minas Gerais
Em Minas Gerais, a primeira oficina litográfica voltada exclusivamente para a atividade artística funcionou no Centro Artístico Cultural de São João del-Rei. A oficina foi montada em 1961 com o equipamento da extinta Gráfica Castello, uma prensa e 200 pedras litográficas, adquirido pelo artista baiano João Quaglia, que se juntou aos são-joanenses Geraldo Guimarães, Sílvia Lombardi e aos padres David e Tiago do Colégio Santo Antônio.
O trabalho desenvolvido repercutiu de tal forma nos meios artísticos de Belo Horizonte, que a Escola Guignard organizou um curso para Quaglia ministrar a seus alunos, sob sugestão da aluna Lotus Lobo, que conhecera as atividades do Centro Artístico e Cultural durante a Semana Santa de 1963, em São João del-Rei.
O curso ministrado por Quaglia acaba por estimular a criação do Grupo Oficina, formado por jovens artistas - Lotus Lobo, Roberto Vieira, Klara Kaiser, Nívea Bracher, Paulo Laender, Frei David, entre outros -, que passam a utilizar a litografia como meio expressivo para suas atividades artísticas. Trabalhando em conjunto, experimentam as possibilidades técnicas da litografia, entre as quais se destacam a fidelidade ao desenho original e o caráter de reprodutividade em série.